# كأس الأبطال الفرنسي 2008
كأس الأبطال الفرنسي 2008 (بالفرنسية: 2008 Trophée des Champions)‏ مباراة جمعت بين جيروندان بوردو و‌ليون في 2 أغسطس 2008 على ملعب شابان-دلماس في مدينة بوردو، وفاز بها بوردو بركلات الترجيح 5–4 بعد التعادل 0–0 في الأشواط الأصلية.

## وصلات خارجية
- إحصائيات المباراة